# SS Keno
SS Keno était le nom d'un bateau à roues à aubes, maintenant lieu historique national du Canada situé dans une cale sèche sur le front de mer du fleuve Yukon à la Cité de Dawson dans le Yukon au Canada.

## historique
Le navire a été construit en 1922, à Whitehorse, par la British Yukon Navigation Company, filiale de la compagnie de chemin de fer White Pass and Yukon Route. Pendant la plus grande partie de sa carrière, il a transporté du minerai d'argent, du zinc et du plomb sur la rivière Stewart depuis les mines de Mayo jusqu'au confluent des rivières Yukon et Stewart à Stewart City. Il a été retiré du service commercial en 1951 en raison de l'extension et de l'amélioration de la Klondike Highway dans les années qui ont suivi la Seconde Guerre mondiale.

### Préservation
À la suite de son retrait du service, le SS Keno a été amarré au chantier naval BYN Co. à Whitehorse, avant d'être sélectionné pour être conservé et donné par la compagnie au gouvernement canadien en 1959. Le 25 août 1960, le Keno a quitté Whitehorse pour naviguer en aval jusqu'à la Cité de Dawson. De ce fait, il est devenu le dernier des bateaux à vapeur à roue à aubes arrière du Yukon à naviguer sur le fleuve Yukon par ses propres moyens. Trois jours plus tard, arrivant à Dawson il a été installé comme attraction touristique et monument permanent aux quelque 250 bateaux à aubes qui ont fourni un service de transport vital sur le fleuve Yukon  et ses affluents pendant la seconde moitié du XIXe et la première moitié du XXe siècle.
Le 1er juillet 1962, jour de la Fête du Canada, le SS Keno a été désigné lieu historique national du Canada sous le numéro 9308 au Répertoire canadien des lieux patrimoniaux, et le navire musée est ouvert comme attraction touristique.

## Galerie

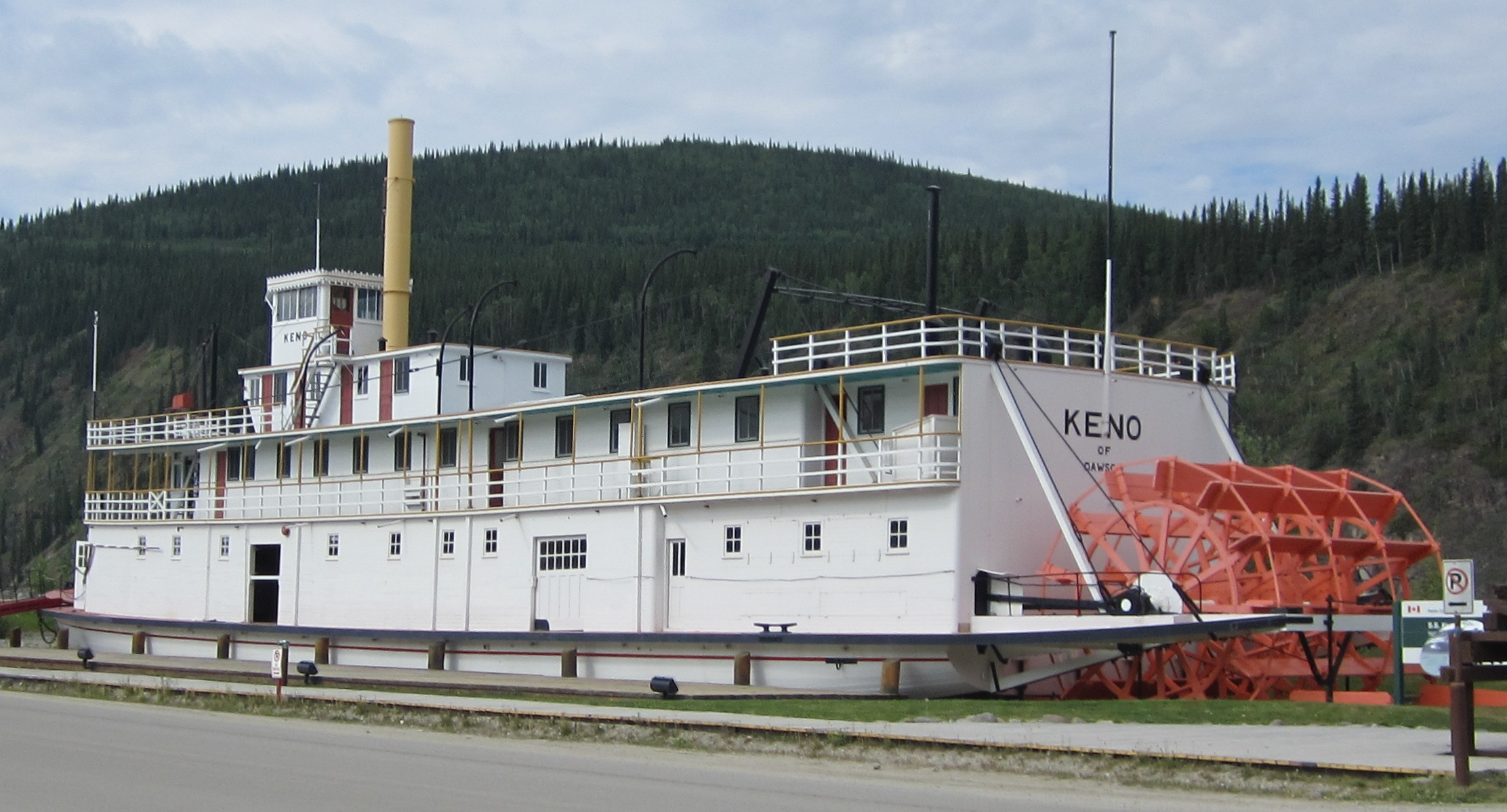
SS Keno en 2012
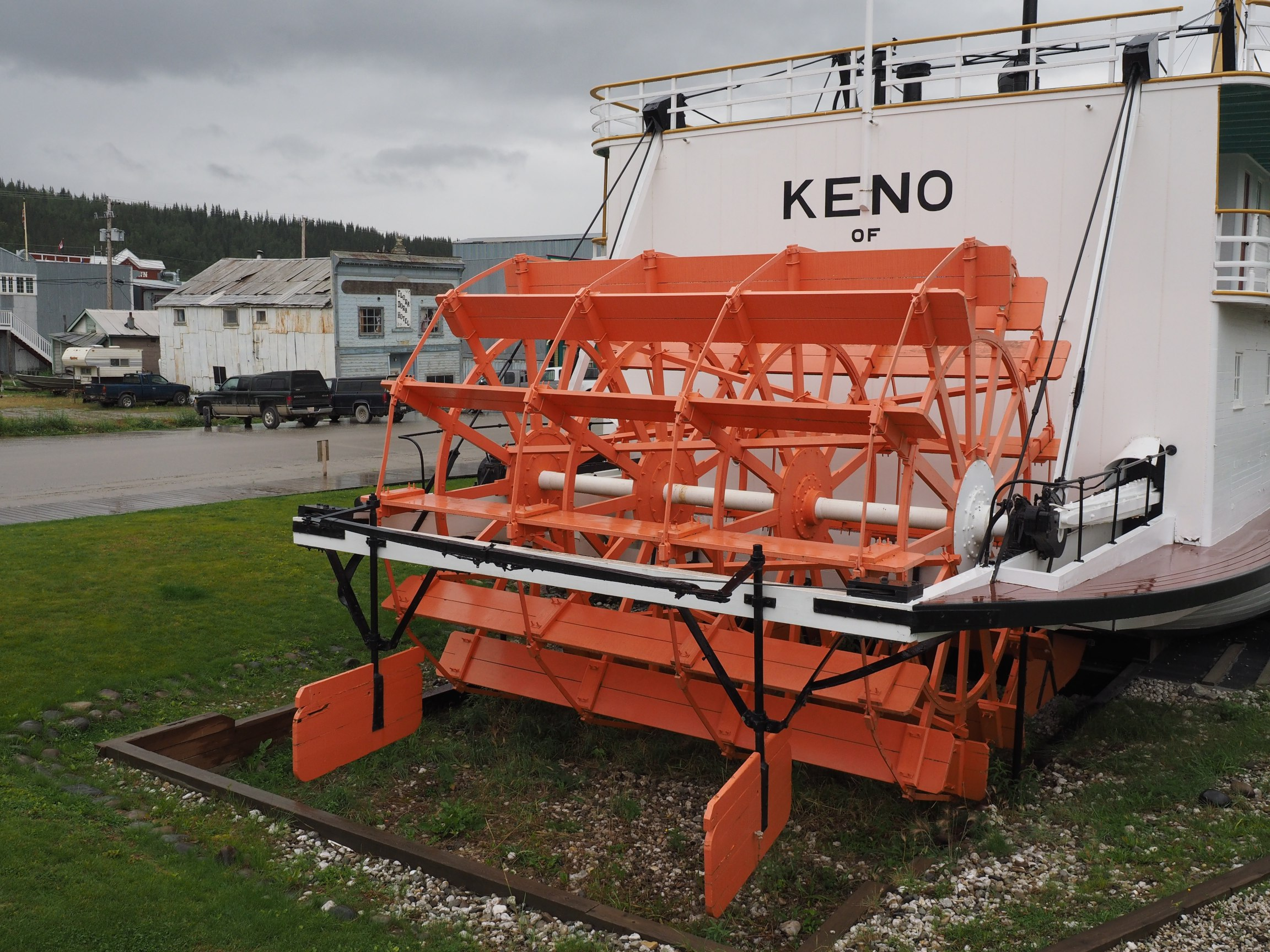
La roue à aubes arrière